# Atari Portfolio
Atari Portfolio – komputer typu palmtop, wprowadzony na rynek przez firmę Atari w 1989. Pierwszy palmtop kompatybilny ze standardem PC. Posiadał procesor 80C88 pracujący z częstotliwością 4,91 MHz, pracował pod systemem DIP-DOS 2.11 (z grubsza kompatybilnym z MS-DOS 3.30). Ekran miał rozdzielczość 240x64 pikseli, co dawało w trybie tekstowym 40x8 znaków tekstu. Komputer miał 128 KB pamięci RAM (rozszerzalnej do 1 MB), z której część - standardowo 32 KB - przeznaczona była na wewnętrzny RAM-dysk C: oraz 256 KB pamięci ROM, w której znajdowały się - oprócz DOS-u - wbudowane aplikacje: edytor tekstów, arkusz kalkulacyjny (kompatybilny z Lotusem 1-2-3 v.1.0), kalendarz z alarmami, kalkulator, książka adresowa i program do wymiany danych ze stacjonarnym PC przez łącze Centronics. Interfejs Centronics dostępny był w postaci osobnego zewnętrznego modułu rozszerzającego, podobnie jak interfejs szeregowy RS-232. Komputer nie miał jednak wbudowanego programu do wymiany danych przez interfejs szeregowy, transmisja taka była możliwa po zainstalowaniu odpowiedniego programu na RAM-dysku. W Polsce, sprzęt został wydany w 1991 roku przez sieć sklepów Pewex.
Jako nośnik danych wykorzystywane były karty pamięci (własnego standardu, niezgodnego z PCMCIA), produkowane były także zewnętrzne stacje dyskietek, a nawet dyski twarde do Atari Portfolio.

## Karty pamięci MEMORY CARD
Pionierskim rozwiązaniem było wprowadzenie na rynek własnego standardu przenośnych kart pamięci PnP wprowadzony przez firmę Atari do tej serii palmtopów. Domyślnie miał to być rodzaj krzemowej dyskietki, gdyż w latach 80. dane przenosiło się głównie na tym nośniku. Każdy model tego przenośnego komputera był wyposażony w czytnik owych kart, a sama karta prezentowała się jako poręczna, płaska, plastikowa karta (rozmiar papierowej karty do gry).
Obsługa kart była podobna do obsługi typowej dyskietki lub pamięci typu pendrive (stosowanych znacznie później). Były też wyposażone w przełącznik blokujący zapis, na tylnej ściance znajdowała się instrukcja o potrzebie wykonywania kopii zapasowych oraz szereg zasad użytkowania o tyle istotnych, że nośniki tego typu były nieznane dla konsumentów.
Pojemności kart firmy Atari nazywanych MEMORY CARD były stosunkowo małe jak na potrzeby (np. 32, 64, 128 kb i inne), ale dość duże jak na tak nowatorskie ówcześnie rozwiązanie pamięci masowej. Z drugiej strony nośniki te były dość drogie co nieco jest podobne do dzisiejszych dysków SSD i pamięci flash, których stosunek pojemności do ceny jest niezadowalający. 
Zastosowanie tych kart miało być podobne do typowej dyskietki, jednak nowe rozwiązanie technologiczne miało spowodować, że urządzenie masowe do przenośnego komputera miało być trwalsze i bezpieczniejsze (dyskietki uchodziły wtedy za wyjątkowo nietrwałe nośniki). Solidna konstrukcja miała chronić przed uszkodzeniami mechanicznymi, a niewielkie rozmiary (mniejsze nieco od dyskietki 3½ cala) równie dużą swobodę wykorzystywania oraz przenoszenia danych. Z wyjątkiem pojemności, pozostałe parametry MEMORY CARD przewyższały klasyczne dyskietki powszechnie wykorzystywane wtedy na rynku.
Karty te były produkowane w Japonii. Cena kart spowodowała, że były spotykane w Polsce jedynie w ilościach śladowych. Spotykane egzemplarze tych kart (zapewne po wymianie baterii) są sprawne do dziś.